# Славяномакедонский народно-освободительный фронт
Славяномакедонский народно-освободительный фронт  (греч. Σλαβομακεδονικό Λαϊκό Απελευθερωτικό Μέτωπο, макед. Славјаномакедонски народноослободителен фронт, болг. Славяномакедонският народоосвободителен фронт; сокращённо СНОФ) — политическая организация, созданная в греческих областях Флорина и Кастория и просуществовавшая с декабря 1943 года по май 1944 года. СНОФ объединял в своих рядах значительную часть славяноязычного населения региона, функционировал под непосредственным руководством Коммунистической партии Греции, но на него значительное влияние оказала и политика югославской коммунистической партии. Несмотря на столь короткий (6 месяцев) период деятельности и незначительный вклад в греческое Сопротивление, СНОФ остаётся объектом пристального внимания историографов Греции, республик бывшей Югославии и Болгарии.

## Предыстория
В ходе Балканских войн (1912—1913) греческая армия заняла, а затем закрепила за Грецией южную часть Османской Македонии, которая считалась греками исконно греческой территорией. Освобождённая территория была несколько меньше греческих территориальных претензий, но в целом совпадала с территорией собственно исторической Македонии и, главное, имела значительное греческое и грекоязычное население. Греция недополучила согласно своим первоначальным претензиям в Османской Македонии узкую приграничную полосу по линии Битола — Мелник. Греческое население оставшееся по ту сторону границы (Битола, Струмица, Гевгелия и др в сербской и Мелник, Неврокоп и др. в болгарской Македонии) предпочло перейти на греческую территорию. Этот негативный (для Греции) территориальный фактор имел и положительную сторону, усилив удельный вес греческого населения греческой провинции Македонии.
Иаковос Михаилидис из «Фонда Македонских исследований» отмечает в регионе в период 1913—1925 в общей сложности 17 миграционных потоков.
Если среди влахов и евреев значительной миграции не наблюдалось, то греки, мусульмане (турки и разноязычные мусульмане) и болгары стали объектом межгосударственного обмена населением, согласно Нёйскому (1919) и Лозаннскому (1923) договорам. Греко-болгарскому обмену предшествовал исход греческого населения, в результате гонений и погромов из Восточной Румелии и западного Причерноморья в период 1906—1914.
Исход болгарского населения начался с поражения Болгарии во Второй Балканской войне и продолжился после кратковременной болгарской оккупации некоторых областей Греческой Македонии в годы Первой мировой войны и нового поражения Болгарии. 27.000 болгар эмигрировали в Болгарию до конца 1924 года, согласно Нёйскому договору.
Югославские историки, в своём большинстве, приняли статистические данные болгарского офицера и врача Владимира Руменова (1879—1939), опубликованные в 1941 году, согласно которым 86 582 болгар эмигрировали из Греции в Болгарию и Сербию в период 1913—1928. При этом, если Руменов говорит о болгарах, то в югославской историографии они (как и сам Руменов) упоминались как «македонцы»
Василис Гунарис, из «Фонда Македонских исследований», пишет, что в общей сложности 53.000 славофонов покинули Македонию и Фракию после Первой мировой войны, и, одновременно, из региона отбыли 348 000 мусульман. Этот демографический вакуум с лихвой восполнили греческие беженцы из Малой Азии и Понта, из которых 500 тысяч поселились в аграрных районах Македонии, а 300 тысяч в её городах. В тот же период из Болгарии прибыли 30 000 греческих беженцев.

## Межвоенная статистика
Василис Гунарис считает, что с самого начала возникновения вопроса о будущем османской Македонии появилась масса противоречивых статистических работ и карт о этническом составе территории. Он считает, что методологически все они грешат и что исследователь должен подходить к ним осторожно, в силу того, что все они были заказными и в них перемешаны языковые, этнические, расовые, религиозные и культурные элементы. К 1925 году обмены населением завершались и картина стала более ясной. Александрос Паллис, член греко-болгарского комитета, утверждал, что в 1925 году в Греческой Македонии жители «болгарской ориентации», насчитывали 77.000 человек, то есть 5,3 % её населения. Из них в номе Флорина 28 886 и в номе Касторья 9 680 человек".
Михаилидис пишет, что вероятно Паллис не учёл 76.098 человек славяноязычных сторонников Константинопольского патриархата «греческого самосознания», которых болгары именовали неологизмом «грекомане». Оценки Паллиса решительно повлияли на статистику международных организаций. Многие деятели Лиги Наций считали, что число славофонов Греческой Македонии колеблется между 80 000 и 100 000, Sir John Campbell считал, что их число не превышает 70 000 человек. При этом, официальные лица Лиги наций использовали термины «Болгары» и «Болгарофоны», уточняя, что последние не враждебны к греческому государству. Эти оценки отражены на карте греческой Македонии, изданной Лигой Наций в 1926 году.
Πо сравнению со значительным уменьшением числа «лиц болгарской ориентации», греческое население достигло 1 277 000 человек, 88,3 % общего населения провинции Македония.
Принимая максимальные цифры, славофоны (грекомане и экзархисты) не превышали 11 % населения провинции Македония. В общем населении Греции (6 204 684 по переписи 1928 года) славофоны не превышали 2,6 %. Бо́льшее их число (75.384 −46 % от общего числа) проживало в Западной Македонии, где они составляли 27 % населения. При этом, только во Флорине они составляли большинство (77 %), в то время как в Касторие они составляли 45 % населения.
Гунарис также пишет, что согласно переписи (1928) 80 789 славофонов предпочли остаться на греческой территории, что составляло 6 % от общего населения провинции Македония. Он же отмечает, что если даже согласиться с критикой достоверности переписи и добавить сюда двуязычное греко-славянское население, число славофонов не превышало 160 000 или 10-11 % населения Македонии.
Согласно оценкам номарха Флорины, в юрисдикции которого находилась и Кастория, славяноязычное население региона в 1930 году насчитывало 76 370, включая двуязычных, при общем населении в 125.722 человек.

## Коммунистическая партия Греции
Гунарис считает, что в то время как обмен населениями вёл к мирному и окончательному разрешению вопроса меньшинств, обстановка вновь осложнилась в ноябре 1924 года, когда Коммунистическая партия Греции (КПГ), несмотря на возражения членов партии, приняла лозунг Коминтерна о «единой и независимой Македонии». Это решение КПГ связало коммунистов в сознании большой части греческого населения Македонии с про-болгарски настроенной частью славяноязычного меньшинства, несмотря на то, что в межвоенный период славофоны в своём большинстве поддерживали монархистскую «Народную партию».
Лозунг Коминтерна о «независимой Македонии и Фракии» в некоторой степени оказал влияние на славофонов Греческой Македонии. Руководство КПГ уже с 30-х годов сочло этот лозунг беспочвенным. Н. Захариадис, генсек КПГ, писал, что «Коминтерн совершил ошибку, когда вынудил нас принять, в пользу Компартии Болгарии, лозунг о единой и независимой Македонии, который причинил нам столько вреда». В 1936 году КПГ представила Коминтерну свою новую линию о равноправии меньшинств, в рамках греческого государства, отвергнув лозунг о «независимой Македонии». Коминтерн принял новую линию КПГ, но в действительности компартии северных соседей Греции её не приняли.

## Славянское меньшинство
Беспокойство греческого и славяноязычного населения греческой ориентации (согласно болгарскому неологизму — «грекомане») Западной Македонии усилилось после подписания протокола Политиса — Калфова в сентябре 1924 года. Согласно договору, Греция соглашалась, что славофоны Западной Македонии являлись болгарским меньшинством, игнорируя даже то, что многие из них не только избрали себе греческий национальный идентитет, но подтвердили свой выбор сражаясь в годы Борьбы за Македонию за воссоединение с Грецией и воевали в составе греческой армии в войнах периода 1912—1922 годов. Этот греческий дипломатический промах вызвал немедленную реакцию Сербии. Сербия, обеспокоенная фатальными последствиями, которые мог бы иметь этот протокол в аналогичном вопросе в её пределах, аннулировала греко-сербский союзный договор 1913 года и потребовала признание славовофонов греческой Македонии сербским меньшинством. Сербский демарш, вместе с негативной реакцией части греческих политиков, стал причиной того, что протокол не был ратифицирован греческим парламентом.
Подобные шаги были отмечены и в годы диктатуры Теодороса Пангалоса (1925-1926). Пангалос, после пограничных эпизодов с Болгарией и под давлением Белграда, признал меньшинство сербским. После его низложения, соответствующие соглашения были отклонены греческим парламентом. В последующие годы, при правлении Элефтериоса Венизелоса (1928-1932), дипломатическое давление Болгарии о признании меньшинства болгарским было непрерывным. Венизелос был склонен дать положительный ответ, при условии, что Болгария признает нерушимость балканских границ. Однако подобные шаги встретили отпор Сербии (Белград декабрь 1930), которая отказывалась согласиться на шаги, которые бы способствовали болгарскому вмешательству на юге Сербии.
Определённую поддержку сербской позиции в регионе оказал переход Элладской православной церкви и Греции (1923) на новый календарь. При этом была разрешена деятельность старостильных церквей в 40 сёлах. Жители этих сёл часто посещали Сербию в церковные праздники, становились носителями сербской идеологии, которая в 1920-е годы была ещё жива.

## Политическая ориентация славяноязычного меньшинства Западной Македонии до 1936 года
В 1926 году обмены населением завершились. Греческие беженцы из Малой Азии и Понта расселялились в бывших мусульманских и мусульмано-христианских сёлах. Это создало неизбежное трение местного греческого и славяноязычного населения с беженцами, связанное с вопросами жилища и земли. Трения были перенесены и на политическую арену. Поскольку большинство беженцев были стοронниками «Партии либералов» Венизелоса, местные греки македоняне и славофоны, в своём большинстве, стали сторонниками монархистской «Народной партии»:21.
И греки македоняне и славофоны, в тех же процентах (60-65 %), голосовали за правую Народную партию против Либералов. Умеренная политика властей в отношении славофонов была прервана диктатурой 4-го августа 1936 года, установленной генералом Метаксасом.

## Диктатура Метаксаса
Политика генерала Метаксаса была направлена, в основном, против коммунистов, но затронула и славяноязычное меньшинство, не исключая даже славяноязычных македономахов (борцов за Греческую Μакедонию). В отличие от предыдущих десятилетий, в период диктатуры Метаксаса были применены жёсткие меры языковой ассимиляции примерно 85 000, согласно переписи, славофонов.
Кульминацией этой политики стал ряд указов, запрещавших использование языка, что преследовалось уголовно:22.
Эта политика и бесконтрольное и произвольное применение этих мер, естественно вызвали широкое недовольство и возродили или усилили скрытые про-болгарские чувства части славяноязычного населения и подогрели утихнувшие было греко-болгарские страсти времён Борьбы за Македонию:31.
Последствия этих шагов не замедлили проявиться в последующие смутные военные годы.
Одновременно в этот период часть славяноязычного меньшинства сблизилась с гонимыми диктатурой коммунистами.

## Начало оккупации

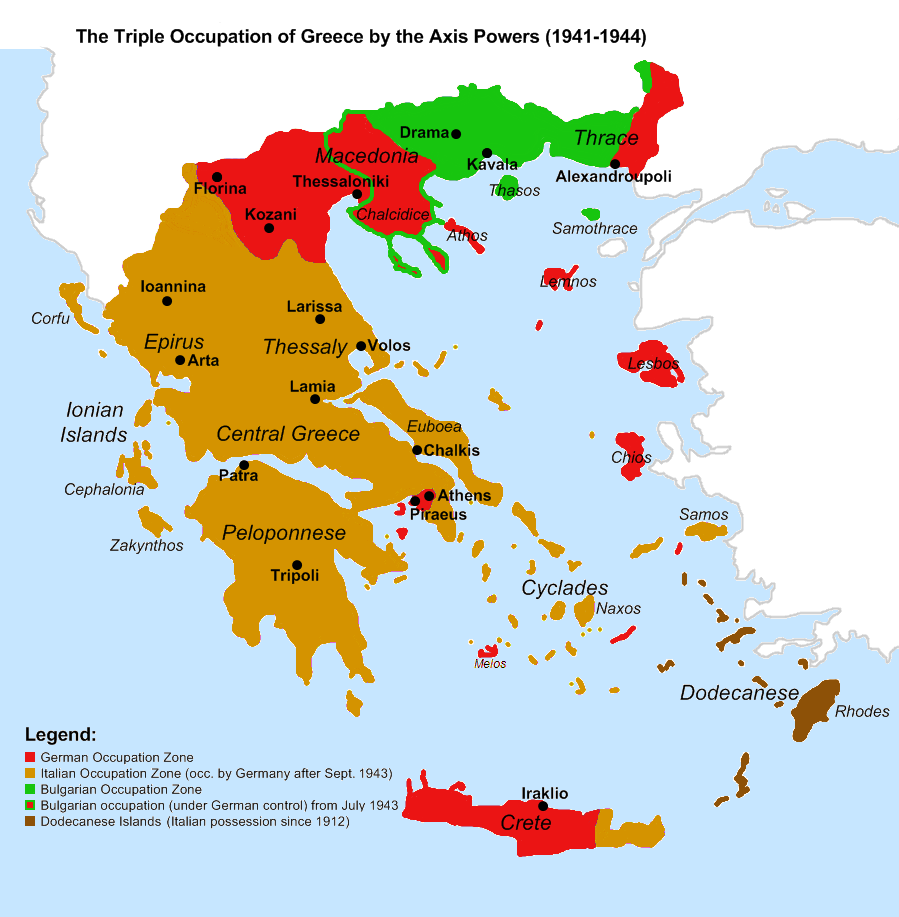
Тройная оккупация Греции

С началом греко-итальянской войны 28 октября 1940 года, греческая армия отразила нападение итальянцев и перенесла военные действия на территорию Албании. Греческая победа стала первым поражением стран оси во Второй мировой войне. Неудачное Итальянское весеннее наступление 1941 года вынудило Гитлеровскую Германию вмешаться. Вторжение, из союзной немцам Болгарии, началось 6 апреля 1941 года. Немцы не смогли прорвать линию греческой обороны на греко-болгарской границе, но прошли к македонской столице, Фессалоники, через территорию Югославии. С началом вторжения и разложения югославской армии на юге Югославии, кавалерийская дивизия Станотаса получила приказ создать линию обοроны от озера Преспа до города Аминдео, но не успела подойти к Флорине. Флорина была занята 10 апреля, вышедшей из югославской Битолы 1-й дивизией СС «Адольф Гитлер». Дивизия Станотаса 10-11 апреля остановила продвижение немцев. Heinz Richter пишет: «…Авангард элитной дивизии SS Адольф Гитлер попытался наступать через горный проход Писодери, но был отбит частями греческой Кавалерийской дивизии.».
Успех Станотаса не позволил немцам отсечь греческие силы в Албании, которые 12 апреля начали свой отход. Немцы признали успехи греческих кавалеристов: « Греческая Кавалерийская дивизия, которая защищала линию от Преспы до Клисуры, оборонялась с таким упорством, что проход в Писодери пал только 14 апреля…».
14 апреля частям SS удалось сломить сопротивление ΧΧ пехотной дивизии и занять перевал Клисура. Станотас попытался прикрыть проход восточнее озера Кастория. Но утром 15 апреля авангард дивизии SS вступил в долину Кастории. Несмотря на героическое сопротивление Кавалерийской и ΧΙΙΙ дивизий немцы взяли Касторию, обойдя озеро с юга. Развитие событий, вынудило Кавлерийскую дивизию отойти к Пинду.
При занятии немцами Флорины и Кастории, часть славофонов, с цветами и болгарскими знамёнами, встречала немцев. Это негативно выделило славофонов этих городов, на фоне поведения греческого населения Флорины — Кастории и других греческих городов:23.
31 мая, после воздушно десантной операции Вермахта, пал Крит. Греция была разделена на 3 зоны оккупации: германскую, итальянскую и болгарскую. 27 июня немцы передали контроль региона итальянской дивизии «Πинероло». Итальянское командование, для соблюдения порядка вернуло к своим обязанностям греческую жандармерию, что было негативно принято проболгарской частью славяноязычного населения, поскольку противоречило её ожиданиям:23.

## Факторы приведшие к созданию СНОФ
С началом оккупации, итальянцы использовали в своих целях латиноязычное меньшинство влахов и создали на стыке Западной Македонии и Эпира марионеточное Пиндско-Мегленское княжество. Рост греческих партизанских сил к 1943 году вынудил итальянцев обратить внимание и на проболгарски настроенную часть славяноязычного населения в своей зоне оккупации. Отряды Народно-освободительной армии Греции (ЭЛАС) вступили 5 мая в Несторио Западной Македонии, после чего итальянцы приступили к организации «Болгаромакедонского комитета Оси».

### Болгарский фактор
Сразу после создания болгарского «Комитета» в Касторие было арестовано 42 видных граждан и 21 из них были расстреляны, за сотрудничество с греческими партизанами. «Комитет» призывал «болгар» вооружиться против партизан и просил итальянцев передать им контроль региона и политически присоединить к Болгарии:25.
«Комитету» в Флорине и Касторие удалось вооружить значительную часть славяноязычного население областей, после чего по региону прошла волна насилия, направленного в основном против малоазийских беженцев:31.
Попытки созданного коммунистами Национально-освободительного фронта (ЭАМ) вырвать славяноязычное население из под влияния сотрудников оккупантов имели весьма ограниченный успех. Кроме коренного греческого населения региона, ЭАМ поддерживали в основном малоазийские беженцы.
До того, нигде в Греции КПГ и ЭАМ не создавали отдельных организаций Сопротивления языковых или этнических меньшинств. Алексиу считает, что целью создания СНОФ было вырвать славофонов из под влияния болгарской пропаганды и Комитета:31.
После этого беженцы с подозрением стали относиться к КПГ:31.

### Югославский фактор
В феврале 1943 года в Сербскую Македонию и Косово, в качестве представителя генштаба Народно-освободительной армии Югославии (НОАЮ) был послан Светозар Вукманович («Tемпо»). Темпо организовал в октябре на юге Югославии «Генштаб подразделений Македонии». Руководство югославской компартии (КПЮ) желало также обуздать албанский национализм в Косово без участия компартии Албании (КПА):111.
С другой стороны, Болгария была союзником Германии и оккупантом в Югославии и Греции. В силу этого, позиция БКП в Коминтерне, по выражению Д. Данопулоса «была ослаблена и югославам удалось получить согласие Коминтерна на подчинение Тито всех славомакедонских организации в пределах югославского и болгарского государств»:111.
В своём обращении, Темпо призывал население Вардарской Македонии не только к участию в Сопротивлени, но и к «строительству своей нации, в соединении с другими югославскими народами» и добавлял, что «у македонского народа есть все предпосылки в осуществлении своего объединения».
Сегодняшний болгарский историк Божидар Димитров, являющийся директором Национального исторического музея в Софии, отмечает антиболгарский характер политики македонизма и утверждает, что македонская нация и язык были созданы Компартией Югославии.
Алексиу пишет, что югославский фактор не имел непосредственного влияния на создание СНОФ, но косвенным образом повлиял на принятие решения КПГ о его создании:27.

### Фактор Балканского штаба
На Балканах у немцев было 10 дивизий в Греции и Албании и 9 дивизий в Югославии. Об этом Уинстон Черчилль писал: «19 немецких дивизий были рассеяны по Балканам, в то время как мы не задействовали здесь и одной тысячи офицеров и рядовых».
Инициатива создания объединённого штаба партизанских армий Греции, Югославии и Албании принадлежала югославским партизанам. В ответ на это, КПГ делегировала Телемаха Вервериса, который совершил соответствующие поездки в 1942 и в середине 1943 года. Во второй поездке Верверис встретился с генсеком КПА Энвером Ходжа и Вукмановичем. Кроме идеи создания общего штаба, Темпо предложил свободное передвижение партизанских сил трёх стран в сопредельных регионах, но и общее коммюнике «о самоопределении македонской нации после окончания войны». У Вервериса не было авторизации на подписание любого документа и греческая сторона пригласила союзников на свою территорию:113.
25 июня 1943 года, на греческой территории, в Цотили Козани, состоялась, встреча с участием от югославской стороны Вукмановича, от албанской Джодже, от КПГ А. Дзимаса, от ЭАМ-ЭЛАС генерала Сарафиса и Ариса Велухиотиса:113.
Стороны согласились вновь обсудить идею объединённого штаба и заход югославских отрядов на территорию соседей, для вовлечения славяноязычного населения в Сопротивление. Но греческая сторона отказалась принять югославское предложение о признании славомакедонскому меньшинству права на самоопределение после войны:113.
Подписание этого протокола вызвалο взрыв возмущения в КПГ, направленный в основном против А. Дзимаса, который не имел авторизации подписать подобное соглашение и «попал в западню великодержавной политики Тито на Балканах». Руководство КПГ сочло, что свободный заход югославских отрядов на греческую территорию даст возможность открытой ирредентистской пропаганды среди славофонов, направленной против Греции. Дзимас верил, что было бы ошибкой полностью отказаться от контактов между соседними партизанскими армиями. Его поддержал комдив 10-й дивизии ЭЛАС Кикицас, который позже писал, что если бы единый штаб был бы создан, «это бы сорвало любые империалистические планы против любой страны Балкан и, следовательно, Греции». Однако принимавший в встрече участие генерал Сарафис был против создания штаба, сохраняя серьёзные опасения о югославских намерениях в отношении греческой Македонии. В этом его поддержали секретари КПГ Сиантос и Я. Иоаннидис:114.
«Гегемонизм югославов» и игра против Греческой Македонии усилили подозрения против них:115.
6 июля состоялась «Первая Всегреческая конференция» партизан. На конференции было объявлено о согласии участия ЭЛАС в союзном штабе Ближнего Востока:115.
Находившийся на конференции Темпо покинул конференцию, так и не встретившись с руководством КПГ. Встреча состоялась в августе, у греческого города Каламбака. Руководство КПГ отказалось от создания единого штаба, считая этот шаг преждевременным и предложив лишь поддерживать связь между штабами. Несмотря на это, югославские отряды стали заходить на греческую территорию, производили мобилизацию среди славяноязычного населения и усилили ирредентистскую пропаганду. Это вынудило руководство КПГ поставить вопрос ребром и запретить бесконтрольную деятельность югославов на территории Греции:116.
С этой целью, 21 декабря, Дзимас и Л. Стрингос встретились в Фустани (Пелла (ном)) с Темпо и представителями созданной им на югославской территории «Народной армии Македонии» и потребовали их окончательного ухода с греческой территории:116.

## Создание СНОФ
Несмотря на то, что к этому моменту создания СНОФ в рядах ЭЛАС воевали около 2 тысяч человек из славяноязычного меньшинства, КПГ считала, что результативность её работы в общинах меньшинства была ниже ожидаемой, поскольку «славофоны были подвергнуты сильному влиянию сербских автономистских кругов». Под давлением этих событий, КПГ выступила с инициативой создания СНОФ (Славомакедонски Народен Освободителен Фронт):117.
Создание СНОФ было связано также с деятельностью в регионе Кастории болгарских чет «Охраны», в силу чего формирование отдельной организации под прямым руководством КПГ и ЭЛАС получило поддержку КПЮ
Это шаг вызвал замешательство в рядах КПГ и стал поводом нападок на коммунистов со стороны националистических организаций:117.
Создание СНОФ было объявлено в октябре 1943 года в регионах компактного проживания славофонов:25. Были созданы две отдельные районные организации в регионах Кастории и Флорины.
После подготовительного совещания 20 октября СНОФ Кастории был основан 25 декабря 1943 на учредителой конференции в селе Полианемо (Крчишча). Было избрано районное руководство, в которое вошли П. Митревски Н. Пейов и Л. Поплазаров.
Учредителная конференция СНОФ в регионе Флорина была проведена 26-27 декабря 1943 в селе Дросопиги (Бел камен). В районное руководство вошли П. Пилаев, Г. Турунджев и С. Кочев.
Позже, 31 марта 1944 года, была проведена новая конференция флоринского СНОФ, а 12 апреля 1944 касторийского СНОФ. На последней секретарями организации были избраны Пасхалис Митропулос (Паскал Митревски) и Лазарос Дамос (Лазар Дамов или Лазо Дамовски).
28 января 1944 произошла встреча руководств СНОФ Флорины и Кастории в селе Маврокампос (Чрновишча). Из-за противоположных взглядов объединение двух организаций и создание центрального правления не были достигнуты. В то время как активисты СНОФ из Кастории, под влиянием КПЮ, выдвинули идею организации славяноязычного меньшинства в Греции на федеративных началах, деятели СНОФ из Флорины, следуя позиции ГКП, возражали, что в Греции доминирует одна нация и что следовательно послевоенная Греция должна быть не федеративным, а унитарным государством, в котором будут признаны права всех меньшинств, включая и «македонское».
СНОФ в целом удалось достигнуть основных целей его создателей. Под его давлением ряд сёл отказался от сотрудничества с Македоно-болгарским комитетом.
СНОФ призывал славофонов вступить в отряд «Лазо Трповски», который однако в период своего существования включал в себя не более 20 — 70 человек. Несмотря на это, этот отряд, вместе с некоторыми сельскими отрядами милиции, иногда характеризовались как отдельные «Славомакедонские народно-освободительные войска» (СНОВ).

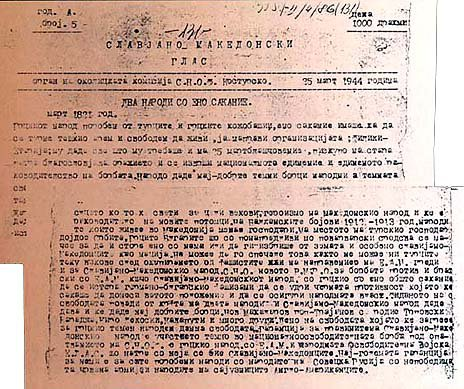
Газета «Славяномакедонски глас».

В контролируемых ЭАМ регионах, в отличие от периода Метаксаса, местное славяноязычное население не только свободно говорило на своём языке, но издавало свои газеты. Печатным органом Центрального комитета СНОФ была газета «Непокорен». СНОФ Кастории издавал малым тиражом газету — «Славяномакедонски глас». Его редакторами были Л. Поплазаров и П. Ралев.

## Автономистские тенденции
Автономистские тенденции в СНОФ проявились уже в январе 1944 года, на совместной конференции комитетов Флорины и Кастории. Некоторые представители Кастории оказались под влиянием провозглашений Темпо о объединении «трёх частей Македонии» в рамках федеративной Югославии.
Старый коммунист Лазарос Дамос (Лазар Дамов или Лазо Дамовски) стал обвинять руководство КПГ в том, что в партийном руководстве области есть только греки и «грекоманы» и выражал своё видение, что «славомакедонцы Флорины-Кастории, борясь в братстве с греческим народом, после изгнания германоболгар, вместе с другими двумя частями (сербской и болгарской) имеют право создать Славомакедонскую народную республику». Причём Дамос сразу оговаривался, что "когда мы говорим о Славомакедонии, мы не подразумеваем всю Македонию, которая находится в пределах Греции, но только ту часть, которая в своём большинстве населяется славомакедонцами и связана экономически и географически с другими частями (сербской и болгарской):28.
Дамос завершил своё обращение словами о опасности, которую следует избежать, звучавшую однако, по выражению Алексиу, как ожидание: «товарищи, есть опасность, что славомакедонцы вошедшие в контакт с сербской частью могут создать свою организацию»:28.

## Расформирование СНОФ
В связи с ростом проюгославских тенденций СНОФ Кастории, ставившего своей целью в перпективе выход из Греции и присоединение к Югославии, ГКП решила распустить организацию. В начале мая 1944 конференция районной организации ГКП Кастории в селе Ано Периволи (Мангила) вынесло решение КПГ о переходе СНОФ в ЭАМ. Руководители СНОФ Кастории выразили несогласие, после чего были арестованы партизанами ЭЛАС. Пасахалис Митропулос (Паскал Митревски), Лазарос Дамос (Лазар Дамов или Лазо Дамовски) и Л. Поплазаров были посланы за объяснениями в Бюро Западной Македонии КПГ в селе Пендалофос (Жупан), Козани. 16 мая 1944 местная организация КПГ без проблем распустила СНОФ Флорины. Этим актом СНОФ прекратил своё формальное существование. Н. Пейов арестованный 8 мая был освобождён 16 мая 1944 года и, по совету эмиссара КПЮ К. Георгиевски, свёл в отдельный отряд несколько членов и активистов СНОФ и перешёл в Югославию. Аналогично была организована группа, которую Г. Турунджев увёл из Флорины в Югославию.
23 мая Македонское бюро КПГ информировало греческих коммунистов о расформировании СНОФ.
Возникшее напряжение было разрешено решением КПГ создать в Западной Македонии два отдельных «славяномакедонских» партизанских батальонов, но только в составе ЭЛАС и под его прямым руководством:118.
В июне 1944 года был сформирован «Эдесский славомакедонский батальон», под командованием Урдова, в составе 30-го полка ЭЛАС.
В августе был сформирован Флорино-Касторийский батальон, под командованим И. Димакиса (Илиас Димовски, «Гоце»), в составе 28-го полка ЭЛАС:118.

## Расформирование отдельных батальонов
Жизнь отдельных батальонов славомакедонцев была непродолжительной. Непрекращающаяся пропагандистская деятельность, отсутствие дисциплины, в особенности батальона «Гоце», вновь поставили на повестку дня вопрос о целесообразности отдельных батальонов.
После того как командир Флорино-Касторийского батальона И. Димакис (Илиас Димовски) отказался исполнить приказ и перейти южнее в поддержку других частей ЭЛАС, командир X дивизии, генерал Калабаликис, получив добро генштаба ЭЛАС, приказал расформировать этот батальон, при необходимости и силой. Другой батальон славомакедонцев, узнав о участи батальона Гоце, перешёл на территорию Югославии:118.
Историк Т. Герозисис пишет, что в деле этих двух батальонов были замешаны «не только югославы, но и англичане, через своего офицера связи Эванса»:739.

## Против ЭЛАС
Подготавливая предстоящую схватку с ЭЛАС, англичане готовились задействовать и использовать любых действительных или потенциальных противников КПГ и ЭЛАС, от греческих коллаборационистов до формирований меньшинств любых политических оттенков.
12 сентября 1944 года, генсек КПГ, Г. Сиантос, высказал своё беспокойство партийному комитету региона Македонии-Фракии: «Обратите большое внимание на национальный вопрос Македонии и деятельность славяно-шовинистических элементов…».
В тот же период столкновение позиций между ЭЛАС и НОАЮ достигло апогея, после того как Тито включил 2 расформированных батальона славомакедонцев из Греции в свои силы и попытался отправить их на греческую территорию для ведения пропаганды.
4 ноября 1944 года, Леонидас Стрингос, секретарь региона Македонии КПГ, телеграфировал в Афины: «Батальон славофонов Гоце (И. Димакис) попытался вступить на греческую территорию из Агиа Параскеви, севернее Флорины. Они пытались занять Флорину, но после двухчасовых столкновений отступили назад».
22 ноября Стрингос вновь срочно телеграфировал руководству КПГ: «Батальон славомакедонцев Каймакчалана вступил на греческую территорию… Последовал бой. Один лейтенант ЭЛАС убит. Потери славомакедонцев неизвестны. Приняты меры для усиления границы во всём регионе…».
Группа дивизий Македонии (Ο.Μ.Μ.) ЭЛАС приняла характер пограничных войск, готовясь отразить возможное югославское наступление в направлении Салоник.
16 октября, по приказу командующих Ο.Μ.Μ. Еврипида Бакирдзиса и Маркоса Вафиадиса, было поручено VI дивизии и 81-у полку ЭЛАС «держать соответствующие силы для обеспечения старой греко-болгарской границы после ухода болгарской армии из Греции».
Аналогичным приказом Бакирдзиса, 3.11.1944, было поручено ΙΧ и Χ дивизиям ЭЛАС сформировать пограничные секторы на греко-югославской границе. Бакирдзис подчеркнул, что «состав пограничных отрядов должен быть таковым чтобы исключить также ведение пропаганды в пользу автономистов».

## Впоследствии
Несмотря на расформирование СНОФ и последовавшие вооружённые эпизоды, позиция КПГ среди славяноязычного населения Флорины-Кастории не ослабла.
60 % славофонов, следуя установке КПГ, бойкотировали выборы 1946 года, в то время как по всей Греции этот показатель не превышал 25 %. В Кастории голосовало только 20 % жителей, из общего числа населения в 14.210:30.
Малоазийские беженцы, с подозрением относившиеся к КПГ после создания СНОФ, стали после войны переходить на сторону своего довоенного врага, короля, в то время как та часть славофонов, которая связала себя с КПГ, в ходе Гражданской войны (1946—1949) создала прокоммунистическую организацию «Народно-освободительный фронт » (Народоосвободителен фронт — НОФ) и после поражения Демократической армии Греции, вместе с греческими коммунистами, оказалась в изгнании в соцстранах, а затем в югославской Македонии:32.